# Cyanotrichiet
Het mineraal cyanotrichiet is een gehydrateerd koper-aluminium-sulfaat met de chemische formule Cu4Al2(SO4)(OH)12·2(H2O).

## Eigenschappen
Het lichtblauwe, hemelsblauwe of donkerblauwe cyanotrichiet heeft een zijdeglans, een vaalblauwe streepkleur en het mineraal kent een goede splijting volgens een onbekend kristalvlak. Het kristalstelsel is orthorombisch. Cyanotrichiet heeft een gemiddelde dichtheid van 2,84, de hardheid is 2 en het mineraal is niet radioactief. De dubbelbreking van cyanotrichiet is 0,0670.

## Naamgeving
De naam van het mineraal cyanotrichiet is afgeleid van de Griekse woorden kyanos ("blauw") en triches, dat "haar(tjes)" betekent. Dit vanwege het voorkomen in blauwe harige kristallen.

## Voorkomen
Cyanotrichiet komt voornamelijk voor in de oxidatiezones van koperhoudende gesteenten. De typelocatie van cyanotrichiet is Moldava Noua, Banat, Roemenië. Het mineraal wordt verder gevonden in de Grandview mijn, Grand Canyon, Coconino County, Arizona, Verenigde Staten.